# Olaf Ingebrigtsen
Olaf Ingebretsen (Oslo, 24 maggio 1892 – Bærum, 20 luglio 1971) è stato un ginnasta norvegese.

## Palmarès

### Olimpiadi
- 1 medaglia:
  - 1 bronzo (Stoccolma 1912 nel concorso svedese a squadre)